# بری هامفریز
بری هامفریز (انگلیسی: Barry Humphries؛ زادهٔ ۱۷ فوریهٔ ۱۹۳۴ – درگذشتهٔ ۲۲ آوریل ۲۰۲۳) هنرپیشه اهل استرالیا بود.
از فیلم‌ها یا برنامه‌های تلویزیونی که وی در آن نقش داشته‌است می‌توان به هابیت: یک سفر غیرمنتظره، نیکلاس نیکلبی، مری و مکس، معشوق جاودان، در جستجوی نمو و مسحور اشاره کرد.